# حميد الله كريمي
حميد الله كريمي (1 يناير 1991 كابل أفغانستان - ) هو لاعب كرة قدم أفغاني يلعب كمهاجم.

## وصلات خارجية
حميد الله كريمي على موقع قاعدة بيانات كرة القدم.إي يو (الإنجليزية)
- حميد الله كريمي على موقع ناشيونال فوتبول تيمز (الإنجليزية)
- حميد الله كريمي على موقع Soccerway.com (الإنجليزية)